# Hardenberg (westfälisches Adelsgeschlecht)

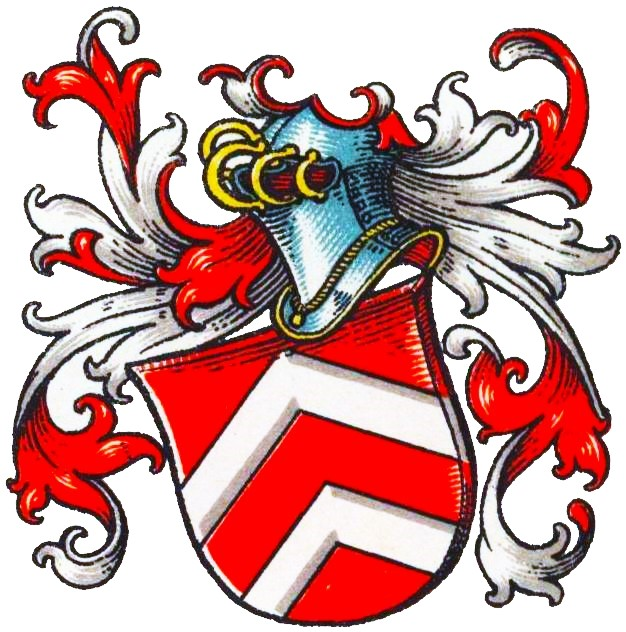
Wappen derer von Hardenberg

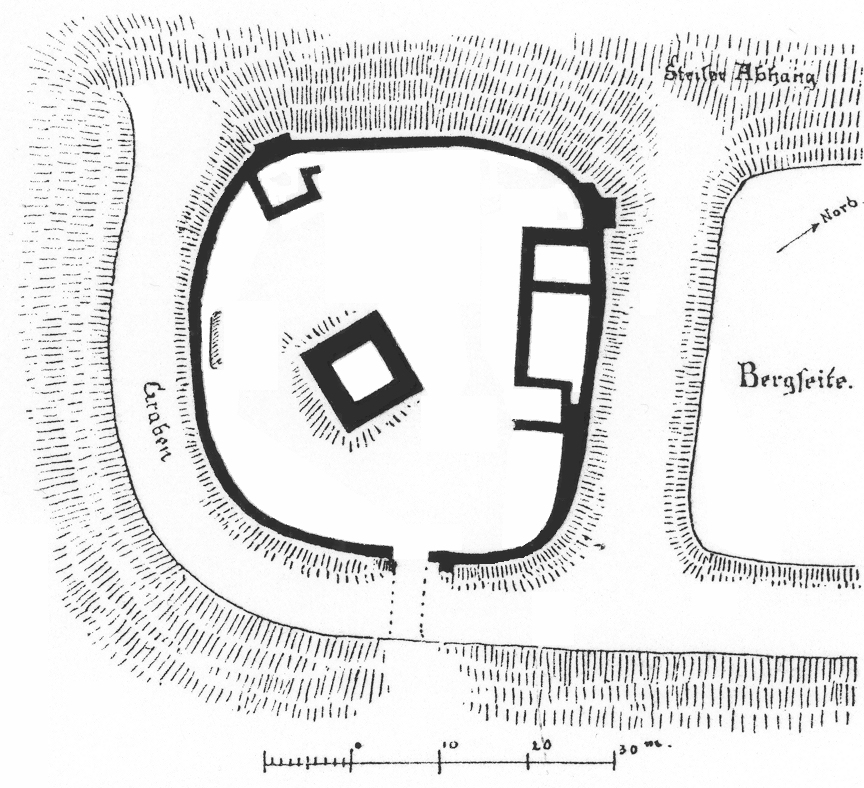
Grundriss der Burg Hardenberg (Velbert), Velbert

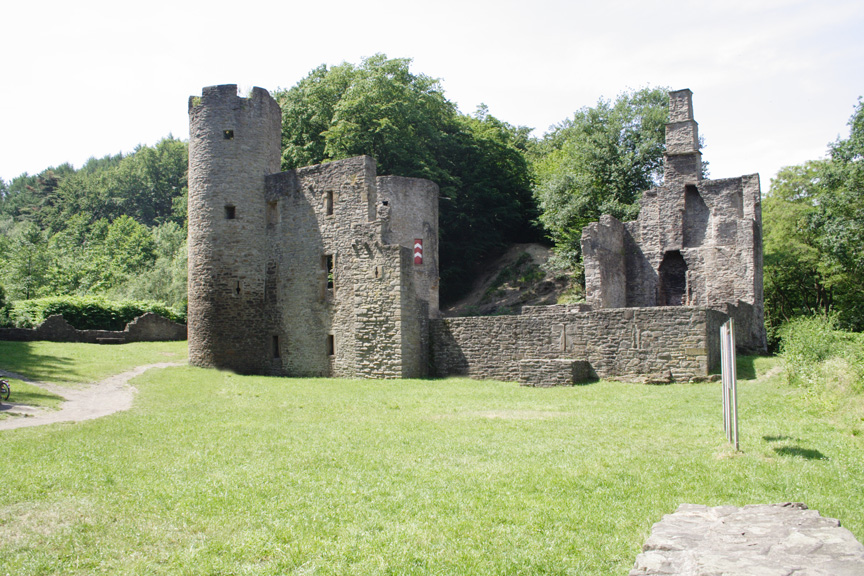
Burg Hardenstein, Witten

Hardenberg ist der Name eines im 15. Jahrhundert erloschenen westfälischen Adelsgeschlechts.
Es besteht keine Stammesverwandtschaft zu dem gleichnamigen Geschlecht der Grafen von Hardenberg in Niedersachsen.

## Geschichte
Die Ritter von Hardenberg saßen auf Schloss Hardenberg (und zuvor vermutlich auf Burg Hardenberg) in Velbert-Neviges und wurden urkundlich erstmals 1145 erwähnt. Die Herrschaft Hardenberg wurde 1354 an Gerhard von Jülich-Berg verkauft. Heinrich II. von Hardenberg ließ sich daraufhin in der Burg Hardenstein ruhraufwärts bei Herbede nieder.
Bei Alexander Duncker heißt es 1883:

„Seit den ältesten Zeiten befand sich die Herrschaft Hardenberg (Neviges) im Besitze der Freiherren von Hardenberg, welche ehemals einen, dem letzteren Orte ähnlichen Namen (Nivelo, Nivelung) führten, wie sich dieses vom 14. bis 12. Jahrh. und noch weiter zurück, urkundlich nachweisen lässt. Ihren Namen Nivelung brachten die Freiherren von Hardenberg von jeher mit den aus der Heldensage bekannten Nibelungen in Verbindung und wenn auch in diesen Erzählungen Mythe und Geschichte sich vermischen, so erscheint doch der Name Neviges resp. Hardenberg in vorurkundlichen Zeiten mit den Anfängen der deutschen Geschichte eng verwebt, und insofern muss Hardenberg als ein denkwürdiger Ort der Deutschen betrachtet werden.“

Die Familie erlosch 1463.

## Wappen
Das Wappen zeigt in Rot zwei silberne Sparren übereinander. Die Helmzier ist nicht überliefert.